# Nagybaconi református templom
A nagybaconi református templom műemlékké nyilvánított templom Romániában, Kovászna megyében. A romániai műemlékek jegyzékében a CV-II-m-A-13134 sorszámon szerepel.